# Common Electronic Purse Specifications
Common Electronic Purse Specifications (CEPS) ist eine Spezifikation für eine grenz- und währungsüberschreitende Elektronische Geldbörse, die bislang ausschließlich auf proprietären Systemen aufbauen und miteinander nicht kompatibel sind.
Derzeit gibt es Elektronische Geldbörsen in einer Reihe von Ländern: Geldkarte in Deutschland, Quick in Österreich, CASH in der Schweiz, Chipknip in den Niederlanden, Proton in Belgien, Moneo in Frankreich etc. Sie alle sind proprietäre Systeme, die nur in den jeweiligen Ländern und Währungen Transaktionen (Ladungen/Zahlungen) auf nationaler/regionaler/lokaler Basis ermöglichen. Das Fehlen von Interoperabilität ist der größte Mangel dieser Systeme, wodurch sie nicht als grenz- und währungsüberschreitende Elektronische Geldbörsen dienen können. Zusätzlich zu den Bedürfnissen der Karteninhaber und der Akzeptanten ist die Interoperabilität durch  die Einführung des Euro wichtiger geworden.
Die Aufgabe, für grenzüberschreitende Elektronische Geldbörsen einen Standard zu definieren, hat 1999 die CEPSCo Llc übernommen.
CEPS ist eine offene Spezifikation, die allen zur Verfügung steht. CEPS definiert Voraussetzungen für alle Komponenten für den Einsatz Elektronischer Geldbörsen außerhalb des originären Einsatzbereichs und für die Akzeptanz anderer Elektronischer Geldbörsen im eigenen Einsatzbereich (insbesondere Karten- und Terminalapplikationen für Ladungen und Zahlungen). Wesentliche Elemente sind dabei:
1. EMV-Kompatibilität,
2. Mehrwährungsfähigkeit (multi-currency capability),
3. Abstimmbarkeit (accountability) und  Nachprüfbarkeit (auditability) aufgrund einer möglichen Transaktionsverknüpfung (audit trail),
4. Transaktionmanagement
  1. Transaktionsspeicherung mit Übertragung aller zwischenzeitlich angesammelten Einzeltransaktionen (clearing all transaction details)
  2. Transaktionssummierung, Unterdrücken von Einzeltransaktionsdaten und Übertragung der Summen (aggregation)
  3. Transaktionssummierung, Speicherung der Einzeltransaktionsdaten und deren Zurverfügungstellung im Reklamationsfall (truncation)
5. Sicherheit durch Public Key-Kryptographie mit ausreichender Schlüssellänge

Das CEPS Transaktions-Set sieht mehrere Transaktionen vor, von denen die Ladetransaktion (Load), die Kauftransaktion (Purchase), die fortlaufende Kauftransaktion über Teilbeträge (Incremental Purchase); die Kaufstornotransaktion (Purchase Reversal) und die Währungswechselstransaktion (Currency Exchange) die Grundlage bilden.
Darüber hinaus werden CEPS-kompatible Elektronische Geldbörsen im E-Commerce zu sicheren und anonymen Zahlungen eingesetzt werden können, wobei allerdings ein Kartenleser erforderlich ist. Dieser wird jedoch zukünftig voraussichtlich zur Standardausstattung vieler Computer gehören.
Sinnvollerweise wird man CEPS mit der Ausgabe von Karten mit einem EMV-Chip verbinden. Dieser Chip ermöglicht eine CEPS-kompatible Applikation für eine grenzüberschreitende Elektronische Geldbörse stand alone oder auch in Ergänzung zu einer bestehen bleibenden Applikation einer proprietären Elektronischen Geldbörse. Sollten zwei Elektronische Geldbörsen (eine für grenzüberschreitende Nutzung und eine für nationalen, regionalen oder lokalen Einsatz) etabliert werden, ist für die Staaten der Eurozone ein gemeinsamer Euro-Speicher möglich. Für die Etablierung einer auf der CEPS-Spezifikation beruhenden Elektronischen Geldbörse benötigt der Chip allerdings einen RSA Co-Prozessor. Dies würde einerseits zwar die Kosten erhöhen, andererseits allerdings für EMV-Transaktionen auch eine dynamische Kartenechtheitsprüfung (dynamic card authentication) anstelle einer statischen Kartenechtheitsprüfung (static card authentication) ermöglichen.
Erhebliche Kosten wird – sofern eine Elektronische Geldbörse bereits etabliert wurde – die Aufrüstung der die Elektronische Geldbörse akzeptierenden Terminals auf CEPS-Standard verursachen. Diese Terminals müssen mit einem speziellen CEPS-Security-Modul ausgestattet werden, welches die CEPS-Transaktion sicher abwickelt, die Umsatzdaten bis zur Datenübertragung sicher speichert bzw. im Fall eines Abbruchs die noch zu übertragenden Daten sicher ermittelt. Dieses CEPS-Security-Modul muss, ebenso wie auch die erforderliche Terminalsoftware, bei allen Terminals installiert werden. Eine Ausnahme ist lediglich dann möglich, wenn das CEPS-Security-Modul nicht in Hardware (als Chipkarte), sondern als Software existiert und ebenso wie die Terminalsoftware in die Terminals geladen werden kann.